# Achille Luchaire
Denis Jean Achille Luchaire, (París,  4 de octubre de 1846 - ibídem 13 de noviembre de 1908) fue un historiador medievalista y filólogo francés.

## Biografía
Luchaire estudió en el instituto Saint-Étienne de Lyon, después en el instituto Henri-IV de París y en l'École normale supérieure. Licenciado en historia en 1869 y Doctor en Letras en 1877, fue también profesor de historia en el instituto de Pau, después en el instituto y la facultad de letras de Burdeos. A partir de 1883, fue profesor en La Sorbona, donde fue profesor de ciencias auxiliares de la historia y sustituyó Fustel de Coulanges por la historia de la Edad Media. Luchaire fue elegido miembro de la Academia de Ciencias Morales y Políticas en 1895.
Después de iniciar su carrera con una tesis sobre Alain de Albret, trabajó en la Filología vasca y el Gascón (occitano), y se dedicó enteramente a la historia de la Edad Media. La publicación en 1883 y 1885 de l'Histoire des institutions monarchiques de la France sous les premiers Capétiens estableció su reputación como historiador. Louis Halphen escribió al respecto:
« Esta obra es suficiente para clasificarla inmediatamente de primera categoría. Con notable juicio y sentido de las realidades históricas, hubo conceptos erróneos de justicia todavía admitida por casi todos los historiadores en cuanto al advenimiento de la Dinastía de los Capetos, la naturaleza de la autoridad ejercida por Hugo Capeto y sus primeros sucesores, y el papel que había desempeñado en  la sociedad feudal y eclesiástica de los siglos XI y XII. Sin eludir cualquiera de las dificultades del asunto, pero sin pedantería, sin pesadez, en esta época, trajo consigo una doctrina clara y coherente para la fundación de la monarquía. Luchaire ha sabido utilizar una considerable colección de arte de textos en gran parte inéditos»
Sus obras posteriores, así como sus contribuciones a l’Histoire de la France au Moyen Âge, dirigidos por Ernest Lavisse, y L'Histoire de France racontée par les contemporains, dirigido por Paul-Louis Berthold Zeller, han sido también remarcados. El último volumen de su serie de obras sobre el Papa Inocencio III, publicado unos días antes de su muerte, fue galardonado con el premio Jean Reynaud. Acerca de su enseñanza, Louis Halphen escribió:
« ...él fue uno de los que se dedicaron con más éxito a introducir en nuestros métodos de facultades, críticas y hábitos de precisión rigurosos (que permanecieron demasiado tiempo siendo la prerrogativa de la École des chartes y la École des hautes études). Él tenía de su oficio una idea muy importante: « Luchaire, el ideal profesor, en 1890, lo entendía como aquel que es erudito y quiere llevar a su alrededor una participación rentable en el progreso de la ciencia. Consiste en crear el mayor número posible de mentes capaces de recibir y comunicar a los demás su tradición. La parte que más disfruta del hecho de ser profesor es la investigación y el descubrimiento de la verdad y la utilidad de su propio trabajo. Nada es más deseable que la escuela. »
Una calle del distrito 14 de París lleva su nombre.

## Familia
Se casó con Virginia Zeller Filipinas Alphonsine, hija del historiador Jules Sylvain Zeller. Tuvo dos hijos, el historiador y escritor Julien Luchaire, padre del periodista y hombre político Jean Luchaire y abuelo de la actriz Corinne Luchaire; y Maurice Luchaire, subprefecto de Cherburgo-Octeville 1927-1940 y padre del constitucionalista François Luchaire. Él trabajó en estrecha colaboración con su hermano Berthold Zeller.

## Principales publicaciones
- Alain le Grand, sire d'Albret. L'Administration royale et la Féodalité du Midi (1440-1522), Paris, Librairie Hachette et Cie, 1877. Réédition : Slatkine, Genève, 1974.
- Les Origines linguistiques de l'Aquitaine (1877)
- Études sur les idiomes pyrénéens de la région française (1879). Réédition : Slatkine, Genève, 1973.
- Recueil de textes de l'ancien dialecte gascon d'après les documents antérieurs au XIVe siècle, suivi d'un glossaire (1881)
- Philippe-Auguste, Paris, Librairie Hachette et Cie, 1884.
- Histoire des institutions monarchiques de la France sous les premiers Capétiens (987-1180) (2 volumes, 1883)
- Histoire des institutions monarchiques de la France sous les premiers Capétiens, mémoires et documents. Études sur les actes de Louis VII (1885)
- Les Communes françaises à l'époque des Capétiens directs, Paris, Librairie Hachette et Cie, 1890. Réédition : Slatkine, Genève, 1977.
- Louis VI le Gros, annales de sa vie et de son règne (1081-1137), avec une introduction historique, Paris, Alphonse Picard éditeur, 1890. Réédition : Mégariotis, Genève, 1979.
- Manuel des institutions françaises : période des Capétiens directs (1892). Réédition : Mégariotis, Genève, 1979.
- L'Université de Paris sous Philippe-Auguste, Paris, A. Chevalier-Marescq et Cie éditeurs, 1899.
- Étude sur quelques manuscrits de Rome et de Paris (1899)

- Les Premiers Capétiens : 987-1137 (1901)
- Innocent III, Rome et l'Italie, Paris, Librairie Hachette et Cie, 1904.
- Innocent III et la croisade des Albigeois, Paris, Librairie Hachette et Cie, 1905.
- Innocent III, la papauté et l'empire, Paris, Librairie Hachette et Cie, 1906.
- Innocent III, la question d'Orient, Paris, Librairie Hachette et Cie, 1907.
- Innocent III, les royautés vassales du Saint-Siège, Paris, Librairie Hachette et Cie, 1908.
- Innocent III, le concile de Latran et la réforme de l'Église : avec une bibliographie et une table générale des six volumes (1908)
- La Société française au temps de Philippe-Auguste, Paris, Librairie Hachette et Cie, 1909. Réédition : Slatkine, Genève, 1974.
- Philippe Auguste et son temps, J. Tallandier, Paris, 1980. Extrait de l’Histoire de la France au Moyen âge dirigée par Ernest Lavisse.